# Sergio Abreu
Sergio Abreu Bonilla (Montevideo, 12 de noviembre de 1945) es un abogado y político uruguayo, perteneciente al Partido Nacional.

## Carrera política
Hijo de un ciudadano paraguayo radicado en Uruguay. Graduado como abogado en la Universidad de la República en 1974, realizó cursos de postgrado en el exterior del país: USC (1977), Universidad de Texas (1980) y La Haya (1983). [cita requerida]Entre 1979 y 1989 ocupó el cargo de Director del Departamento de Administración y Finanzas de la ALADI.
Inició su militancia en el sector Divisa Blanca Lista 400 del Partido Nacional, junto al Dr. Washington Beltrán Mullin.
En las elecciones de 1989, en las que el Partido Nacional, encabezado por Luis Alberto Lacalle, obtuvo la Presidencia de la República, Abreu fue elegido Senador de la República por el sector Renovación y Victoria, en la lista senatorial encabezada por Gonzalo Aguirre. En enero de 1993 fue designado por Lacalle como Ministro de Relaciones Exteriores, cargo que ocupó hasta la finalización del período.
Presidió la Ronda Uruguay del GATT y la Conferencia Ministerial de Marrakech, nacimiento de la OMC.
En 1999 los sectores no herreristas del partido lo eligieron para completar la fórmula presidencial encabezada por Lacalle, quien había ganado las elecciones internas de abril de ese año.
En marzo de 2000, el nuevo presidente Jorge Batlle lo nombró Ministro de Industria, Energía y Minería. Desempeñó este cargo hasta que en noviembre de 2002 el Partido Nacional resolvió retirarse del gabinete. Renunció entonces a la cartera que ocupaba.
Para las elecciones de 2004, proyectó una precandidatura a la Presidencia; pero poco después, decide acompañar a Jorge Larrañaga; este resulta ungido candidato único por el Partido Nacional, y nuevamente la Convención partidaria elige candidato a la Vicepresidencia a Sergio Abreu. 
Fue elegido senador por el sector Alianza Nacional, banca que asumió en febrero de 2005.
Apoyó la precandidatura de Jorge Larrañaga a la presidencia de la República en las internas de junio de 2009. En las elecciones generales de 2009 se postuló nuevamente al Senado, siendo reelecto para el período 2010-2015.
Es columnista en el diario El País. y ejerce la docencia en la Universidad de Montevideo.
Se precandidateó a presidente para las elecciones de 2014; con esa intención lanzó el sector Dignidad Nacional, y el lunes 4 de junio de 2012 hizo su presentación como precandidato. Lo acompañaron Carlos Delpiazzo, Carlos Pérez del Castillo, Álvaro Carrau y Roberto Canessa. Pero, a la postre, el 7 de abril de 2014 se bajó de su precandidatura para apoyar a Luis Alberto Lacalle Pou.
En mayo de 2019, apoya una vez más la precandidatura de Luis Lacalle Pou, ahora de cara a las internas de ese año.

## Documental
- Abreu es una figura entrevistada en el documental de 2024 Jorge Batlle: entre el cielo y el infierno, dirigido por Federico Lemos.